# Коларово (Силистренская область)
Коларово (болг. Коларово) — село в Болгарии. Находится в Силистренской области, входит в общину Главиница. Население составляет 400 человек.

## Политическая ситуация
В местном кметстве Коларово, в состав которого входит Коларово, должность кмета (старосты) исполняет Абил Абил Дауд (Движение за права и свободы (ДПС)) по результатам выборов правления кметства.
Кмет (мэр) общины Главиница — Насуф Махмуд Насуф (Движение за права и свободы (ДПС))  по результатам выборов в правление общины.